# Szarlotta (wielka księżna Luksemburga)
Szarlotta, właśc. Charlotte Adelgonde Élisabeth Marie Wilhelmine (ur. 23 stycznia 1896 w zamku Berg, zm. 9 lipca 1985 w Fischbach) – wielka księżna Luksemburga, ostatnia monarchini tego kraju z dynastii Nassau.

## Życiorys
Szarlotta została wielką księżną w wieku 23 lat, 14 stycznia 1919 roku, kiedy abdykowała jej starsza siostra – Maria Adelajda. Wkrótce po tym, 22 września 1919 roku, ponad 77,8% głosujących w referendum poparło dalsze istnienie monarchii.
6 listopada 1919 roku księżna poślubiła swego kuzyna księcia Feliksa Burbon-Parmeńskiego (28 października 1883 – 8 kwietnia 1970). Ich matki były rodzonymi siostrami, córkami Michała I Uzurpatora, króla Portugalii, i księżniczki Adelajdy Löwenstein-Wertheim-Rosenberg.
Ich dziećmi byli:
- Jan (1921–2019), wielki książę Luksemburga w latach 1964–2000
- Elżbieta Hilda Zyta Maria Anna Antonina Fryderyka Wilhelmina Ludwika (1922–2011), żona księcia Hohenberg, Franciszka (1927–1977)
- Maria Burbon-Parmeńska (Maria Adelajda Luiza Teresa Wilhelmina, 1924–2007), żona śląskiego arystokraty, hrabiego Karola Józefa Henckel von Donnersmarcka, syna hrabiego Łazarza V (1902–1991)[2], ostatniego pana na pałacu w Nakle Śląskim
- Maria Gabriela (1925–2023[3]), żona Knuda hrabiego Holstein-Ledreborg (1919–2001)
- Karol (1927–1977), drugi mąż Joan Dillon, córki C. Douglasa Dillona, amerykańskiego sekretarza skarbu
- Alix Maria Anna Antonina Charlotta Gabriela (1929-2019), żona Antoniego Marii Joachima Lamoral, 14. księcia de Ligne (1925–2005)

W 1932 roku została odznaczona Orderem Orła Białego.
W trakcie niemieckiej inwazji na Luksemburg 10 maja 1940 roku księżna wraz z rodziną udała się na emigrację – najpierw do Francji, Montrealu, a następnie do Londynu, potwierdzając tym samym wolę dalszej walki u boku aliantów. Swoją postawą zaskarbiła sobie uznanie poddanych w okupowanym kraju. Powróciła do ojczyzny w 1944 roku.
12 listopada 1964 roku abdykowała na rzecz swego syna Jana (który w czasie wojny służył w armii brytyjskiej). Zmarła na raka 9 lipca 1985 roku w Fischbach.